# Слатина, Елена Викторовна (певица)
Еле́на Ви́кторовна Сла́тина (Плачковская; 1 [13] февраля 1874 — дата и место смерти неизвестны) — российская оперная певица (сопрано).

## Биография
Училась пению у А. Д. Александровой-Кочетовой. В 1898—1918 годы — солистка Мариинского театра (дебют — Горислава в опере М. И. Глинки «Руслан и Людмила»). Гастролировала в Екатеринбурге (1907), на юге России (1911).

## Творчество
Партнёрами Е. В. Слатиной на сцене были: Н. А. Большаков, А. М. Лабинский, Л. Я. Липковская, В. И. Лосев, Г. А. Морской, Е. К. Мравина, Е. Ф. Петренко, Г. В. Пустовойт, К. Т. Серебряков, Д. А. Смирнов, И. В. Тартаков, Н. Н. Фигнер, И. Ф. Филиппов, Н. А. Фриде, М. Б. Черкасская, М. М. Чупрынников, Ф. И. Шаляпин. Пела под управлением А. А. Бернарди, Ф. М. Блуменфельда, Г. А. Казаченко, Э. А. Крушевского.

### Избранные оперные партии
- Ольга («Русалка» А. С. Даргомыжского)
- 1-я соседка («Пан сотник» Г. А. Казаченко) — первая исполнительница в Мариинском театре (1912)[1]
- Паж («Сарацин» Ц. А. Кюи) — первая исполнительница (1899)[1]
- Неволея («Сервилия» Н. А. Римского-Корсакова) — первая исполнительница (1902)[1]
- Купава («Снегурочка» Н. А. Римского-Корсакова)
- Домна Сабурова («Царская невеста» Н. А. Римского-Корсакова)
- Тамара («Демон» А. Г. Рубинштейна)
- Татьяна («Евгений Онегин» П. И. Чайковского)
- Прилепа («Пиковая дама» П. И. Чайковского)
- Герхильда («Валькирия» Р. Вагнера) — первая исполнительница в России (1900)[1]
- Воглинда («Золото Рейна» Р. Вагнера)
- Ортлинда («Валькирия» Р. Вагнера)
- Эллен («Лакме» Л. Делиба) — первая исполнительница в Мариинском театре (1903)[1]
- Голос матери Антонии («Сказки Гофмана» Ж. Оффенбаха) — первая исполнительница в Мариинском театре (1899)[1]
- Гретель («Гензель и Гретель» Э.Хумпердинка)

## Награды
- золотая медаль на Александровской ленте (1913)[1].